# Улічка (притока Грону)
Улічка (словац. Ulička) — річка в Словаччині, права притока Грону, протікає в окрузі Левиці.
Довжина приблизно 8.8 км. Витік знаходиться в масиві Штявницькі гори (геоморфологічна підодиниця Козмаловські пагорби); на висоті близько 215 метрів..
Протікає територією сіл Нови Теков і Кална-над-Гроном. Впадає у Грон на висоті приблизно 155—158 метрів.